# Анновка (Голованевский район)
А́нновка (укр. Ганнівка) — село в Новоархангельской поселковой общине Голованевского района Кировоградской области Украины. Население составляет 568 человек.
Основано во второй половине XVIII века под названием Серезлиевка.
До 2020 года входило в Новоархангельский район